# Hyperolius nimbae
Hyperolius nimbae és una espècie de granota de la família dels hiperòlids que viu a Costa d'Ivori i, possiblement també, a Guinea i Libèria.
Està amenaçada d'extinció per la pèrdua del seu hàbitat natural.